# هانز يواخيم فاتسكه
هانز يواخيم فاتسكه (بالألمانية: Hans-Joachim Watzke)‏ (مواليد 21 يونيو 1959 ، في مارسبرغ ، شمال الراين - وستفاليا) هو رائد أعمال ألماني ومسؤول كرة قدم . يشغل حاليًا منصب الرئيس التنفيذي لشركة بوروسيا دورتموند.
حصل فاتسكه على درجة الماجستير في إدارة الأعمال . وأصبح أمينًا لصندوق بوروسيا دورتموند في عام 2001، وتم تعيينه رئيسًا تنفيذيًا في ذروة الأزمة المالية للنادي في عام 2005. إلى جانب رئيس مجلس الإدارة رينهارد روبال والمدير المالي توماس تريس، يُنسب إلى فاتسكه أنقاذ النادي من الإفلاس.
فاتسكه هو عضو في الاتحاد الديمقراطي المسيحي وعضو في نادي بوروسيا دورتموند منذ عام 1996.

## روابط خارجية
- شركة بوروسيا دورتموند المحدودة